# Unryū (tàu sân bay Nhật)
Unryū (tiếng Nhật: 雲龍, Vân Long) là một tàu sân bay hạm đội của Hải quân Đế quốc Nhật Bản có quá trình hoạt động ngắn ngủi trong Thế Chiến II. Tên của nó được đặt cho lớp tàu Unryū, là kiểu tàu sân bay được thiết kế đơn giản hóa dựa trên thiết kế của tàu sân bay Hiryū.

## Lịch sử hoạt động
Vào ngày 13 tháng 12 năm 1944 Unryū xếp lên tàu 30 chiếc tên lửa cảm tử "Ōhka" để vận chuyển đến Manila.
Vào ngày 17 tháng 12 năm 1944 Unryū rời khỏi Kure, Hiroshima và được hộ tống bởi các tàu khu trục Shigure, Hinoki và Momi dưới sự chỉ huy chung của Thuyền trưởng Konishi. Unryū hướng đến Mindoro và Manila thuộc quần đảo Philippines trong chuyến hải hành đầu tiên của nó để đối đầu cùng lực lượng tấn công Hoa Kỳ tại khu vực đổ bộ Luzon.
Vào ngày 19 tháng 12 năm 1944, Unryū bị chiếc tàu ngầm Mỹ USS Redfish bắn ngư lôi đánh chìm. Redfish đã bắn tổng cộng bốn quả ngư lôi, trong đó một quả trúng ngay bên dưới cầu tàu bên mạn phải vào lúc 16 giờ 35 phút, khiến con tàu chết đứng giữa biển. Unryū chống trả bằng tất cả các khẩu súng bên mạn phải. Một quả ngư lôi thứ hai đánh trúng lúc 16 giờ 50 phút cùng bên mạn phải bên dưới thang nâng phía trước, khiến phát nổ các quả bom Ōhka và xăng máy bay chứa trong sàn chứa phía dưới.
Khi các phòng nồi hơi bị ngập nước, chiếc tàu bị nghiêng đến 30 độ và lệnh bỏ tàu được đưa ra. Sau đó với độ nghiêng 90 độ, con tàu chìm xuống đáy biển Đông Trung Quốc chỉ trong vòng bảy phút tại tọa độ 29°59′B 124°03′Đ / 29,983°B 124,05°Đ. Tổn thất thật lớn: Thuyền trưởng Kaname Konishi cùng 1.238 sĩ quan và thành viên thủy thủ đoàn thiệt mạng. chỉ có một sĩ quan và 146 thủy thủ sống sót và được cứu bởi tàu khu trục hộ tống Shigure, vốn quay về đến Sasebo, Nagasaki vào ngày 22 tháng 12.

## Danh sách thuyền trưởng
- Kaname Konishi (sĩ quan trang bị trưởng): 15 tháng 4 năm 1944 - 6 tháng 8 năm 1944
- Kaname Konishi: 6 tháng 8 năm 1944 - 19 tháng 12 năm 1944 (tử trận; được truy phong Chuẩn Đô đốc sau khi chết)